# Domenico Chiaramello

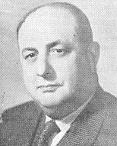
Domenico Chiaramello (1940)

Domenico Chiaramello (* 13. Oktober 1897 in Cavallermaggiore; † 28. Dezember 1986) war ein italienischer Politiker (Partito Socialista Italiano).
Domenico Chiaramello studierte Ökonomie und schloss das Studium mit der Promotion ab. Nach dem Zweiten Weltkrieg war er Mitglied der Assemblea Costituente della Repubblica Italiana. In der ersten und zweiten Legislaturperiode gehörte Domenico Chiaramello der Camera dei deputati an und war dort in der zweiten Wahlperiode Quästor.
Von 1950 bis 1951 war er Staatssekretär im Finanzministerium unter Finanzminister Giuseppe Pella im sechsten Kabinett De Gasperi.
1958 wurde er mit dem Großen Verdienstkreuz der Bundesrepublik Deutschland ausgezeichnet.
| Personendaten    | Personendaten                                         |
| ---------------- | ----------------------------------------------------- |
| NAME             | Chiaramello, Domenico                                 |
| KURZBESCHREIBUNG | italienischer Politiker (Partito Socialista Italiano) |
| GEBURTSDATUM     | 13. Oktober 1897                                      |
| GEBURTSORT       | Cavallermaggiore                                      |
| STERBEDATUM      | 28. Dezember 1986                                     |